# Teodimiro
Teodimiro (Theudemer; fl. V secolo) è stato un re franco.
Fu figlio del generale romano Ricomere e di sua moglie Ascyla.
Non abbiamo molte informazioni circa la sua biografia. Secondo Gregorio di Tours scoppiò una guerra in un tempo non ben definito dopo la caduta dell'imperatore usurpatore Giovino (411 - 413) che era stato supportato dai franchi. Intorno al 422, un manipolo di soldati romani entrò in Gallia.  Il re Teodimiro e sua madre Ascylia furono giustiziati. Si ritiene che a Teodimiro sia succeduto Clodione, che le cronache di Fredegario lo indicano come suo figlio.